# Rodolfo Alicante
Rodolfo Alicante Guanzon es un exfutbolista y entrenador filipino de fútbol que dirige actualmente al Green Archers United FC.